# Matthijs Kleyn
Matthijs Leonard Kleyn (Leiden, 24 juni 1979) is een Nederlandse schrijver.

## Loopbaan
Kleyn is zowel voor als achter de camera actief als televisiemaker. Zo werkte hij voor programma’s als Hart van Nederland, In de hoofdrol, RTL Boulevard, de MaDiWoDoVrijdagshow, De Wereld Draait Door, De week van Filemon en Veronica Film. Door zijn filmprogramma op Veronica treedt hij meermaals op als filmdeskundige, onder andere bij Shownieuws, NPO Radio 1 en Jinek. 
In de functie van Jakhals bij De Wereld Draait Door (DWDD) reikte Kleyn op 16 september 2011 een Edison Oeuvreprijs uit aan Marco Borsato. Op 17 november 2011 was in DWDD te zien hoe Kleyn een bekladde muur van het Dr. Sarphatihuis in Amsterdam schoonmaakte. Op de muur siert een kunstwerk ter nagedachtenis aan Ramses Shaffy. Met hulp van Thomas Acda, Martin Buitenhuis, Eva van de Wijdeven, Victor Reinier, Cornald Maas, Kluun en andere Amsterdammers wist Kleyn het kunstwerk van aangebrachte graffiti te ontdoen. 
Op 9 november 2013 zond Veronica Film een special uit over de film Schatjes!. Kleyn vroeg in deze uitzending de juridische visie van strafrechtadvocaat Gerard Spong op enkele scènes, waaronder de douchescène waarin Akkemay Elderenbos' blote borsten werden betast door Erik Koningsberger. Spong zegt hierop: "Gemeten aan de tekst van de wet, gekeken naar de rechtspraak, dan valt dit onder het huidige artikel kinderpornografie. En daar is geen twijfel over mogelijk." Het in bezit hebben of verspreiden van de film zou, volgens Spong, tot vervolging kunnen leiden. Koningsberger en hoofdrolspeler Peter Faber vertellen in dezelfde reportage, dat zij niet de precieze leeftijd van Elderenbos ten tijde van de opname kenden. 
In 2011 verscheen Kleyns debuutroman Vita, die door Prometheus uit een postzak werd gevist. Vita is een deels autobiografische roman die handelt over depressie en zelfmoord. Op 8 juni 2011 was Vita de hoogste binnenkomer in De Bestseller 60 van het CPNB.
In 2016 verscheen zijn tweede roman Ik zie je, waarin een eenzame jongeman moeite heeft om leven en dood van elkaar te kunnen onderscheiden. Kort na het verschijnen van Ik zie je werden Kleyns columns in Famme en Ouders van Nu gebundeld in het boek Cesar. Hierin wordt het eerste levensjaar van zijn zoon beschreven. Daags na de release verscheen Cesar in De Bestseller 60.

## Bestseller 60
| Boeken met noteringen in de Nederlandse Bestseller 60 | Jaar van verschijnen | Datum van binnenkomst | Hoogste positie | Aantal weken | Opmerkingen |
| ----------------------------------------------------- | -------------------- | --------------------- | --------------- | ------------ | ----------- |
| Vita                                                  | 2011                 | 08-06-2011            | 16              | 1            |             |
| Cesar                                                 | 2016                 | 21-09-2016            | 30              | 1            |             |

## Trivia
In een interview vertelde Matthijs Kleyn aan Paul de Leeuw dat hij in New York in 2006 Eddie Murphy interviewde. Murphy ontkende tegenover Kleyn de vader te zijn van het ongeboren kind van Mel B, waarna de acteur in een rechtszaal DNA-materiaal moest afstaan. Murphy bleek wel degelijk de vader te zijn.
In zijn roman Ik zie je gelooft protagonist Fender dat Elvis Presley nog in leven is. In verschillende interviews heeft Kleyn te kennen gegeven dat hij zelf ook in die complottheorie gelooft.
- Gemeinsame Normdatei: 1021411728
- International Standard Name Identifier: 0000 0003 6893 1891
- Nederlandse Thesaurus van Auteursnamen: 334255732
- Virtual International Authority File: 234421661
- WorldCat: E39PBJmpgTCDQ4KwrWwGjbyTpP